# Xaphir
Xaphir est un moteur de recherche fondé en 2008 par la start-up Xilopix, lancé le 9 mai 2017 après huit années de recherche et de développement intensif, basée à Épinal (Vosges) en France, et fermé le 10 novembre 2017.

## Histoire
Ce moteur se voulait très ambitieux, il projetait une sortie « En ligne fin 2013 » et un chiffre d'affaires d'un million d'euros, il finira par sortir quatre ans plus tard et la start-up n'a enregistré que 5 000 euros de chiffre d'affaires en cinq ans.
Pourtant, même après sa mise en ligne fin mars 2017, les PDG de Xilopix promettaient que le moteur de recherche allait atteindre le « top 5 des moteurs mondiaux en 2020 », notamment grâce aux caractéristiques humanistes du moteur.
Mais, à cause de difficultés financières (« 10 millions d'euros espérés, à peine 5 000 euros encaissés »), Xilopix et tous ses produits affiliés furent rachetés par Qwant le 16 novembre 2017. Après huit ans d'existence, seulement 169 millions de pages internet avaient été indexées, quand au même moment Qwant annonce en indexer 1,5 milliard par jour.

## Caractéristiques
D'après le PDG de Xilopix, Éric Mathieu, le moteur se veut « 100 % français », en particulier car les recherches ne peuvent être écrites qu'en français, sous peine d'avoir un message d'erreur. Xaphir ne se base pas, contrairement à la plupart des moteurs de recherche (Yandex, Baidu, Bing...), sur les résultats les plus populaires, mais va plutôt montrer à son utilisateur plusieurs liens « de confiance » et évite les liens Wikipédia. C'est ce qu'explique Éric Mathieu :« Google et ses alternatives, Baidu, Bing ou Yandex utilisent le PageRank, qui consiste à faire remonter les pages les plus populaires. L’utilisateur est enfermé dans une bulle de la connaissance qui l’empêche, par exemple, de voir qu’Arsenal n’est pas seulement un club de foot ».